# Trumaí
El trumaí és una llengua indígena d'Amèrica parlada al alt Xingú per alguns membres de l'ètnia trumaí a l'estat brasiler de Mato Grosso,. actualment existeixen uns 120 parlants, la qual cosa representa un espectacular increment poblacional des dels 18 coneguts en 1963. Es tracta d'una llengua no classificada.
El trumaí és parlat als llogarets de Boa Esperança, Três Lagoas i Steinen, al Parc indígena del Xingu.

## Història

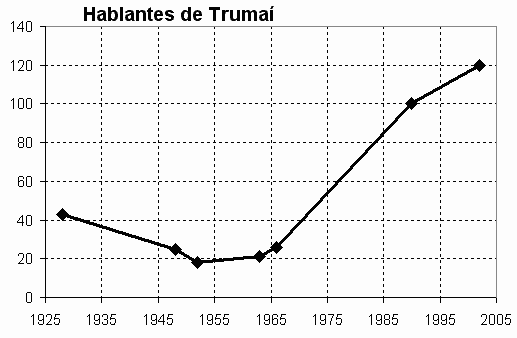
Evolució del nombre de parlants de Trumaí durant el.

La llengua trumaí és un exemple inusual de recuperació lingüística, ja que el nombre de parlants ha experimentat una important recuperació des de la segona meitat del segle XX:
43 (1928)
25 (1948)
18 (1952)
21 (1963)
26 (1966)
100 (1990)
120 (2002)
No obstant això, la xifra de parlants representa només aproximadament la meitat del grup ètnic, ja que és molt comú que els trumaí formin matrimonis mixtos amb altres ètnies que habiten la conca del riu Xingú. Molts joves parlen ara portuguès degut al contacte amb la resta de la població brasilera.

## Descripció gramatical
El primer vocabulari del trumaí va ser recol·lectat per von den Steinen en 1886. Monod-Becquelin (1975, 1976) va començar amb l'anàlisi gramatical i Guiardello (1992) és un estudi modern sobre la fonologia i la morfologia.

### Fonologia
L'inventari consonàntic està format per les següents consonants:
|                   | Bilabial | Dental | Alveolar | Palatal | Velar | Glotal |
| ----------------- | -------- | ------ | -------- | ------- | ----- | ------ |
| oclusiva simple   | p        | t̪      | t, d     |         | k     | ʔ      |
| oclusiva ejectiva |          | t̪ ʼ    | tʼ       |         | kʼ    |        |
| Africada          |          |        | ʦ, ʦʼ    |         |       |        |
| Fricativa         | f        |        | s, ɬ     | ʃ       | x     | h      |
| Nasal             | m        |        | n        |         |       |        |
| Aproximant        | w        |        | ɾ, l     | y       |       |        |

Aquest inventari consonàntic és atípic per a una llengua amazònica en diversos aspectes com l'existència de consonants ejectives, l'ocurrència d'una fricativa lateral /ɬ/ (cap d'aquestes característiques es troba en les altres llengües del riu Xingú) i a més existeix una distinció entre oclusives dentals i alveolars. Existeix un fenomen d'empobriment típic de llengües amenaçades, consistent en què les generacions joves no fan la distinció entre oclusives simples i ejectives.
L'inventari de vocals està format per sis vocals /i, e, a, o, o/ més una vocal central tancada /ɨ/. La estructura sil·làbica és de tipus (C)V(C) i l'accent recau sempre sobre l'última síl·laba.

### Gramàtica
Els pronoms personals distingeixen la categoria de persona, inclusivitat, número i gènere. El número gramatical en els pronoms inclou la distinció entre singular, dual i plural, i el gènere gramatical es restringeix a la tercera persona on es distingeixen formes masculines de femenines. Les marques són ha- per a la primera persona del singular i les primera no-singular exclusiva, ca- per a la primera inclusiva, hi- per a la segona persona i in- per a la tercera. Les marques de número són -Ø (singular), -a (dual), -wan (plural).
Existeixen pocs morfemes flexius, no existeixen marques de temps-aspecte-manera en els verbs, i la referència temporal s'expressa mitjançant adverbis explícits. Hi ha partícules postverbals per a marcar la negació, la causativitat i l'èmfasi. La negació es realitza mitjançant anuk en oracions copulatives i mitjançant tal en predicacions verbals no-copulatives.
La posesión alineable se marca mediante el sufijo -k(a)te y precede al poseído:
(1) Kumaru-kte tahu
'El cuchillo de Kumaru'
Mientras que la posesión inalienable se indica mediante aposición simple:
(2a) dinoxo kuʃ
'el cabello de la chica'
(2b) ha kuʃ
'mi cabello' [lit. 'el cabello de yo']
La possessió alineable es marca mitjançant el sufix -k(a)et i precedeix al posseït:
(1) Kumaru-kte tahu
'El ganivet de Kumaru'
Mentre que la possessió inalienable s'indica mitjançant aposició simple:
(2a) dinoxo kuʃ
'el cabell de la noia'
(2b) ha kuʃ
'el meu cabell' [lit. 'el cabell de jo']
Morfosintàcticament, el trumaí té una estratègia de marcatge de complement, en lloc d'una de marcatge de nucli. El trumai és una llengua ergativa: un sintagma nominal en posició d'únic parcipante de verb intransitivo (funció S) o de primer objecte (funció O) de verb transitiu no porta marca i l'agent (funció A) d'un verb transitiu es marca amb una postposició, que designa el cas ergatiu. Els casos datiu, locatiu, alatiu, instrumental i comitatiu es marquen també amb postposicions. Els verbs cauen en quatre grups: intransitivos simples (amb un participant obligatori de tipus S), transitius simples (dos participants, A i O), intransitivos estesos (un participant de tipus S i un datiu) i els transitius estesos (S, O i datiu). Entre els intransitivos estesos estan 'menjar', 'beure', 'veure', i 'parlar amb'. L'ús dels intransitivos estesos semànticament pot ser similar als transitius, encara que sintàcticament té altres marques, així existeixen dos verbs per a 'matar' -fa que és un intransitivo estès i disi que és un transitiu simple genuí.
Els ordres sintàctics bàsics són SV (intransitivos) i AOV (transitius), amb el datiu després del verb quan aquest apareix. Si un S o un O es col·loquessin no immediatament davant el verb llavors al verb li caldria una partícula després d'ell ke per a indicar aquest ordre marcat. Per contra l'argument A o el datiu pot col·locar-se en qualsevol posició per a un ordre marcat sense necessitat d'afegir cap marca addicional al verb. Dins d'un sintagma nominal els quantificadors i els posseïdors precedeixen al nucli nominal i els adjectius segueixen al nucli nominal.
En formes causatives es dona una estructura inusual, en la qual tant el causant com l'argument A van marcats tots dos en cas ergatiu (-ts després de la 1ªsg i -ek/-ak en la resta de casos):
(3) Alaweru-k hai-ts axos disi ca
NomPropi-ERG 1aSG-ERG nen-ABS colpejar CAUS
'Alaweru em va fer colpejar al nen'